# Alexandria (Nowy Jork)
Alexandria – miasto w Stanach Zjednoczonych, w stanie Nowy Jork, w hrabstwie Jefferson.